# Giải quần vợt Roland-Garros
Giải quần vợt Roland-Garros (tiếng Pháp: Tournoi de Roland-Garros), hay còn gọi là Giải quần vợt Pháp Mở rộng, là 1 trong 4 giải Grand Slam quần vợt trong năm. Đây là giải Grand Slam thứ 2 trong năm, thường diễn ra vào khoảng thời gian nửa cuối tháng 5 và đầu tháng 6 tại Paris, Pháp. Giải đấu được đặt theo tên của anh hùng phi công người Pháp - Roland Garros. Đây là giải đấu trên mặt sân đất nện lớn nhất thế giới. Giống như tại Australian Open hay Wimbledon luật thi đấu tại Roland Garros theo thể thức 5 set thắng 3 (đối với nội dung đơn nam) và theo thể thức 3 set thắng 2 (đối với nội dung đơn nữ), không có loạt tie-break ở hiệp cuối cùng (trừ Mỹ Mở rộng), ngoài ra còn có nội dung đánh đôi nam, đôi nữ và đôi nam nữ phối hợp. Roland-Garros được coi là giải đấu đòi hỏi nền tảng thể lực khắc nghiệt nhất.
Đương kim vô địch hiện tại là Carlos Alcaraz (đơn nam) và Coco Gauff (đơn nữ).

## Lịch sử
Giải đấu lần đầu tiên được khởi tranh vào năm 1891. Tại thời điểm đó, giải có tên gọi Championat de France International de Tennis (Giải vô địch quần vợt quốc tế Pháp). Trong những năm đầu tiên, chỉ các tay vợt nam người Pháp, hoặc người nước ngoài có thẻ hội viên trong một câu lạc bộ quần vợt Pháp mới được quyền tham gia giải. Phải đến năm 1897, giải đấu dành cho nữ mới được tổ chức và mãi đến năm 1924 ban tổ chức mới cho phép mọi tay vợt nước ngoài đến tranh tài.
Năm 1927, Bộ tứ huyền thoại, 4 chàng Ngự lâm pháo thủ hay Bộ tứ Philadelphia (René Lacoste, Jean Borotra, Henri Cochet, và Jacques Brugnon) chấn động làng bóng nỉ toàn cầu khi giành chức vô địch Cúp Davis năm 1927 ngay trên đất Mỹ, sau khi đánh bại đội tuyển Hoa Kỳ. Đội tuyển Pháp giành quyền tổ chức trận bảo vệ chức vô địch năm sau tại Paris.
Để chuẩn bị cho giải Cúp Davis năm 1928, các nhà lãnh đạo Pháp đã quyết định xây dựng một sân thi đấu quần vợt tại Porte d'Auteuil, sau khi CLB Stade de France đã tặng chính quyền 3 hectare để xây dựng sân vận động mới với một điều kiện duy nhất: Sân sẽ mang tên anh hùng không quân Pháp trong Chiến tranh thế giới lần thứ nhất, Roland Garros, một thành viên của câu lạc bộ. Từ đó giải còn mang tên gọi Roland Garros.
Năm 1968, Roland Garros là giải Grand Slam đầu tiên chuyển thành giải "open," (mở rộng), cho phép tất cả các tay vợt nghiệp dư cũng như chuyên nghiệp tham gia thi đấu.
Bắt đầu từ năm 2006, ngày thi đấu khai mạc giải là ngày Chủ nhật.
Thêm vào đó, trước ngày khai mạc một ngày, một số tay vợt sẽ tham gia thi đấu biểu diễn ở ngày Benny Berthet, lợi nhuận từ việc bán vé của ngày Benny Berthet sẽ được trao cho các tổ chức từ thiện.

## Đặc điểm mặt sân
Trên mặt sân đất nện, bóng đi chậm hơn và nảy rất cao khiến các tay vợt có lối chơi giao bóng mạnh và lên lưới mất đi lợi thế, vì vậy lối chơi tại Roland-Garros thích hợp với những tay vợt thích đánh từ cuối sân mà không hay lên lưới. Do đó có không ít các tay vợt huyền thoại như các cựu số 1 thế giới John McEnroe, Pete Sampras chưa từng 1 lần giành ngôi quán quân tại đây. Ngay cả Novak Djokovic mới chỉ vô địch 2 lần (2016 và 2021) hay Roger Federer cũng chỉ từng vô địch 1 lần (2009), trong khi họ có thể vô địch ít nhất 3 lần tại 3 giải Grand Slam còn lại. Ngược lại, có khá nhiều các tay vợt giành chức vô địch ở Roland-Garros nhưng không thể chiến thắng tại các giải Grand Slam khác.

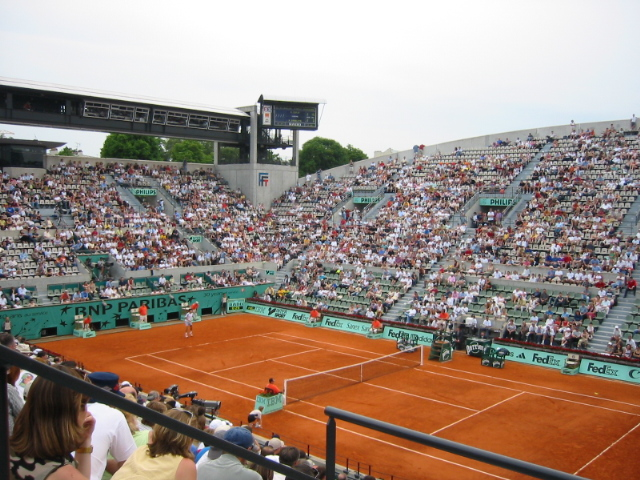
Sân Suzanne Lenglen tại Roland Garros

## Mở rộng hay di dời vị trí
Từ năm 2004-2008, người ta đã có những kế hoạch xây dựng một sân quần vợt có mái che nhưng sau đó không có gì được thực hiện.
Đã có những đề xuất mở rộng cơ sở hoặc di chuyển giải đấu đến một địa điểm mới ở vùng ngoại ô thành phố Paris. Sau nhiều tranh cãi, đến năm 2011, Liên đoàn quần vợt Pháp quyết định Roland Garros vẫn tiếp tục được tổ chức tại thủ đô Paris chứ không chuyển tới các vùng ngoại ô. Roland Garros sẽ xây thêm một sân vận động mới và mở rộng thêm các sân vận động hiện tại.
Ngày 9 tháng 6 năm 2015, Thị trưởng Paris - Anne Hidalgo tuyên bố các giấy phép xây dựng đã được ký kết. Công việc dự kiến bắt đầu vào tháng 9 và kết thúc vào năm 2019. Tuy nhiên có nhiều người vẫn không ủng hộ phương án này.
Bắt đầu từ năm 2020, giải đấu chính thức có hệ thống sân mái che và đèn chiếu sáng.

## Thống kê kỷ lục
| Kỷ lục                                                                             | Giai đoạn   | Tay vợt                                                              | Số lần              | Năm |
| ---------------------------------------------------------------------------------- | ----------- | -------------------------------------------------------------------- | ------------------- | --- |
| Giải nam diễn ra từ năm 1925                                                       |             |                                                                      |                     | |
| Vô địch đơn nam nhiều lần nhất                                                     | Trước 1968: | Henri Cochet                                                         | 4                   | 1926, 1928, 1930, 1932 |
| Vô địch đơn nam nhiều lần nhất                                                     | Sau 1968:   | Rafael Nadal                                                         | 14                  | 2005, 2006, 2007, 2008, 2010, 2011, 2012, 2013, 2014, 2017, 2018, 2019, 2020, 2022                                                                              |
| Vô địch đơn nam liên tục nhiều lần nhất                                            | Trước 1968: | Frank Parker Jaroslav Drobný Tony Trabert Nicola Pietrangeli         | 2                   | 1948, 1949 1951, 1952 1954, 1955 1959, 1960 |
| Vô địch đơn nam liên tục nhiều lần nhất                                            | Sau 1968:   | Rafael Nadal                                                         | 5                   | 2010, 2011, 2012, 2013, 2014 |
| Vô địch đôi nam nhiều lần nhất                                                     | Trước 1968: | Roy Emerson                                                          | 6                   | 1960, 1962 với Neale Fraser 1961 với Rod Laver 1963 với Manuel Santana 1964 với Ken Fletcher 1965 với Fred Stolle                                               |
| Vô địch đôi nam nhiều lần nhất                                                     | Sau 1968:   | Paul Haarhuis                                                        | 3                   | 1995, 1998 với Jacco Eltingh 2002 với Yevgeny Kafelnikov |
| Vô địch đôi nam nhiều lần nhất                                                     | Sau 1968:   | Yevgeny Kafelnikov                                                   | 3                   | 1996-97 với Daniel Vacek 2002 với Paul Haarhuis |
| Vô địch đôi nam liên tục nhiều lần nhất                                            | Trước 1968: | Roy Emerson                                                          | 6                   | 1960-65 |
| Vô địch đôi nam liên tục nhiều lần nhất                                            | Sau 1968:   | Gene Mayer Yevgeny Kafelnikov Daniel Vacek Jonas Björkman Max Mirnyi | 2                   | 1978 với Hank Pfister, 1979 với Sandy Mayer 1996-97 2005-06 |
| Vô địch đôi nam nữ phối hợp nhiều lần nhất                                         | Trước 1968: | Ken Fletcher                                                         | 3                   | 1963-65 (với Margaret Smith Court) |
| Vô địch đôi nam nữ phối hợp nhiều lần nhất                                         | Sau 1968:   | Jean Claude Barclay                                                  | 4                   | 1968, 1971, 1973 với Françoise Durr |
| Đoạt nhiều chức vô địch nhất (Tổng số chức vô địch: đơn, đôi, đôi nam nữ phối hợp) | Trước 1968: | Henri Cochet                                                         | 9                   | 1926-1932 (4 đơn, 3 đôi, 2 đôi nam nữ phối hợp) |
| Đoạt nhiều chức vô địch nhất (Tổng số chức vô địch: đơn, đôi, đôi nam nữ phối hợp) | Sau 1968:   | Björn Borg                                                           | 6                   | 1974-81 (6 đơn) |
| Giải nữ bắt đầu từ năm 1925                                                        |             |                                                                      |                     | |
| Vô địch đơn nữ nhiều lần nhất                                                      | Trước 1968: | Margaret Smith Court                                                 | 5                   | 1962, 1964, 1969-70, 1972 |
| Vô địch đơn nữ nhiều lần nhất                                                      | Sau 1968:   | Chris Evert Lloyd                                                    | 7                   | 1974-75, 1979-80, 1983, 1985-86 |
| Vô địch đơn nữ nhiều lần nhất                                                      | Sau 1968:   | Steffi Graf                                                          | 6                   | 1987-88, 1993, 1995-96, 1999 |
| Vô địch đôi nữ liên tiếp nhiều lần nhất                                            | Trước 1968: | Helen Wills Moody Hilde Krahwinkel Sperling                          | 3                   | 1928-30 1936-37 |
| Vô địch đôi nữ liên tiếp nhiều lần nhất                                            | Sau 1968:   | / Monica Seles Justine Henin                                         | 3                   | 1990-92 2005-07 |
| Vô địch đôi nữ nhiều lần nhất                                                      | Trước 1968: | Simone Mathieu                                                       | 6                   | 1933-34 với Elizabeth Ryan 1936-38 với Billie Yorke 1939 với Jadwiga Jedrzejowska                                                                               |
| Vô địch đôi nữ nhiều lần nhất                                                      | Sau 1968:   | / Martina Navrátilová Natasha Zvereva Gigi Fernández                 | 6                   | 1982 với Anne Smith 1984-85, 1987-88 với Pam Shriver 1986 với Andrea Temesvari 1989 với Larisa Savchenko 1992-95, 1997 với Gigi Fernández 1991 với Jana Novotna |
| Vô địch đôi nữ liên tiếp nhiều lần nhất                                            | Trước 1968: | Françoise Durr                                                       | 5                   | 1967-71 |
| Vô địch đôi nữ liên tiếp nhiều lần nhất                                            | Sau 1968:   | / Martina Navrátilová Gigi Fernández                                 | 5                   | 1984-88 1991-95 |
| Vô địch đôi nam nữ phối hợp nhiều lần nhất                                         | Trước 1968: | Margaret Smith Court                                                 | 4                   | 1963-65 với Ken Fletcher 1969 với Marty Riessen |
| Vô địch đôi nam nữ phối hợp nhiều lần nhất                                         | Sau 1968:   | Françoise Durr                                                       | 3                   | 1968, 1971, 1973 với Jean Claude Barclay |
| Đoạt nhiều chức vô địch nhất (Tổng số vô địch: đơn, đôi, đôi nam nữ phối hợp)      | Trước 1968: | Margaret Smith Court                                                 | 13                  | 1962-1973 (5 đơn, 4 đôi, 4 đôi nam nữ phối hợp) |
| Đoạt nhiều chức vô địch nhất (Tổng số vô địch: đơn, đôi, đôi nam nữ phối hợp)      | Sau 1968:   | / Martina Navrátilová \| Rafael Nadal \|                             | 13                  | 1974-88 (2 đơn, 6 đôi, 2 đôi nam nữ phối hợp) 2005, 2006, 2007, 2008, 2010, 2011, 2012, 2013, 2014, 2017, 2018, 2019,2020 (đơn nam)                             |
| Các kỷ lục khác                                                                    |             |                                                                      |                     | |
| Vô địch trẻ nhất                                                                   | Nam:        | Michael Chang                                                        | 17 tuổi 3 tháng     | 17 tuổi 3 tháng |
| Vô địch trẻ nhất                                                                   | Nữ:         | / Monica Seles                                                       | 16 tuổi 6 tháng     | 16 tuổi 6 tháng |
| Vô địch mà không phải là hạt giống                                                 | Nam:        | Marcel Bernard Mats Wilander Gustavo Kuerten Gastón Gaudio           | 1946 1982 1997 2004 | 1946 1982 1997 2004 |
| Vô địch mà không phải là hạt giống                                                 | Nữ:         | Margaret Scriven                                                     | 1933                | 1933 |
| Rafael Nadal                                                                       |             |                                                                      |                     | |

## Tiền thưởng và điểm thưởng
Từ năm 2007, lần đầu tiên trong lịch sử, tiền thưởng dành cho các tay vợt nam và nữ bằng nhau.
Năm 2021, tổng số tiền thưởng cho các vận động viên là 34,367,215.
| Nội dung         | Nội dung      | Vô địch    | Á quân      | Bán kết   | Tứ kết    | Vòng 4    | Vòng 3   | Vòng 2  | Vòng 1  |
| Đánh đơn         | Điểm (Nam/Nữ) | 2000       | 1200 / 1300 | 720 / 780 | 360 / 430 | 180 / 240 | 90 / 130 | 45 / 70 | 10/10   |
| Đánh đơn         | Tiền thưởng   | €1,400,000 | €750,000    | €375,000  | €255,000  | €170,000  | €113,000 | €84,000 | €60,000 |
| Đánh đôi         | Điểm (Nam/Nữ) | 2000       | 1200 / 1300 | 720 / 780 | 360 / 430 | 180 / 240 | 90 / 130 | –       | –       |
| Đánh đôi         | Tiền thưởng*  | €244,295   | €144,074    | €84,749   | €49,853   | €29,325   | €17,250  | €11,500 | –       |
| Đánh đôi hỗn hợp | Điểm          | –          | –           | –         | –         | –         | –        | –       | –       |
| Đánh đôi hỗn hợp | Tiền thưởng*  | €122,000   | €61,000     | €31,000   | €17,500   | €10,000   | –        | –       | –       |

*dành cho 2 người